# Kostel Panny Marie Sněžné (Čejkovice)
Kostel Panny Marie Sněžné v Čejkovicích v okrese Znojmo, je římskokatolický kostel zasvěcený Panně Marii Sněžné. Je filiálním kostelem farnosti Oleksovice.

## Historie

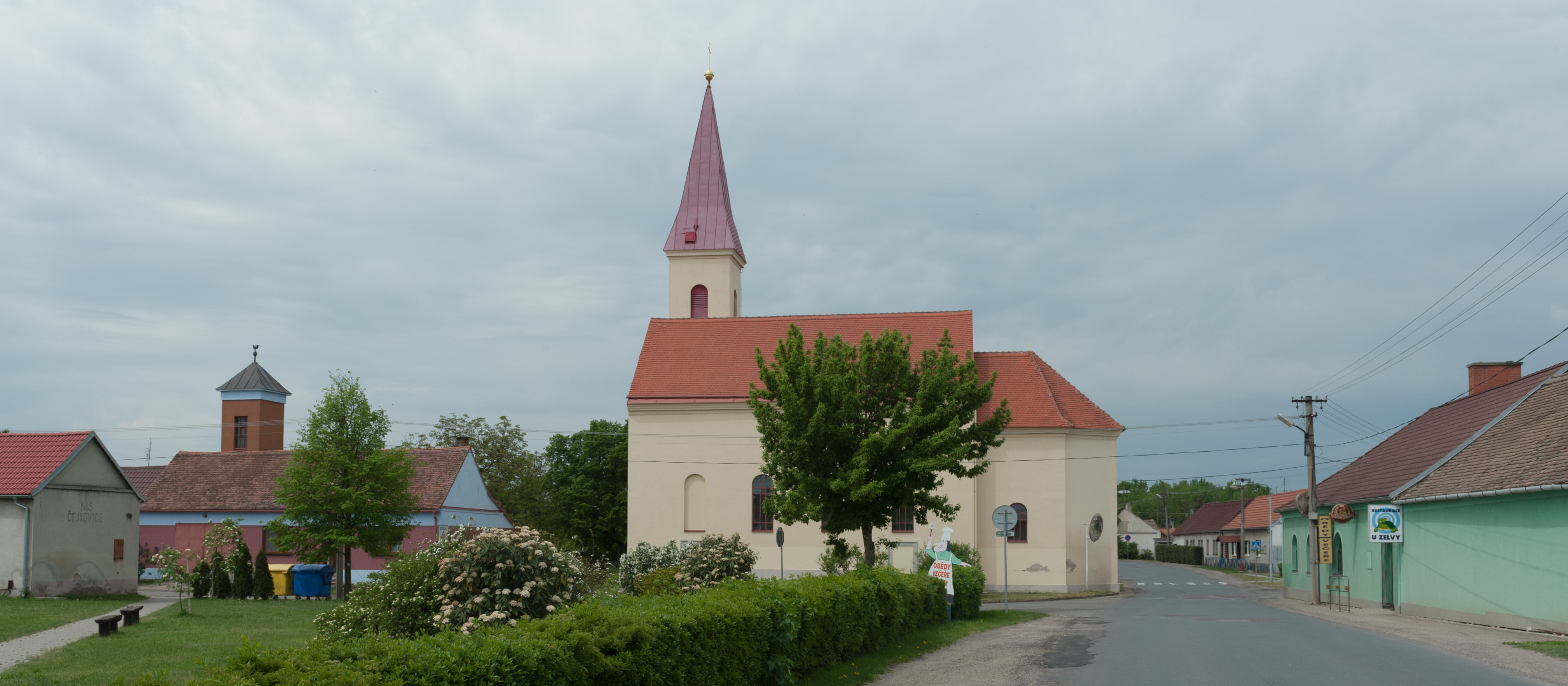
Pohled na kostel

Kostel pochází z roku 1779. Mezi lety 1910–1912 byl původně barokní chrám přestavěn. Byl chráněn jako kulturní památka, avšak památková ochrana byla roku 1987 sňata.

## Vybavení
V kněžišti se nachází hlavní oltář se svatostánkem. V přední části kostela se také nachází dřevěná kazatelna a ambon.

## Exteriér
Kostel je dominantou místní návsi. Nedaleko od chrámu stojí pomník obětem obou světových válek.